# Канареечная улица
Канаре́ечная улица — улица в Василеостровском районе Санкт-Петербурга. Проходит от Большого до Среднего проспекта Васильевского острова.

## История
Первоначально в 1796—1846 годы улица носила название 12—13 линии Галерной Гавани. Параллельно существовали названия 1-я улица (1821—1829 годы) и Назарова улица (1828—1830-е годы), по фамилии домовладельца.
Современное название Канареечная улица известно с 1860 года, вероятно происходит от фамилии домовладельца (дом 5) шкипера Степана Кинареева.

## Достопримечательности
- дом № 3 — школа № 6;
- Дом № 6/4 — доходный дом, был построен в 1903 году по проекту архитектора Леона Богусского[2];
- дом № 11 — здание было построено в 1882 году для школы Императорского женского патриотического общества, проект архитектора Ивана Аристархова. В настоящее время в доме расположена школа № 36[2].